# Mesembrina pallida
Mesembrina pallida är en tvåvingeart som först beskrevs av Thomas Say 1829.  Mesembrina pallida ingår i släktet Mesembrina och familjen husflugor.
Artens utbredningsområde är Indiana. Inga underarter finns listade i Catalogue of Life.